# Indianapolis Colts 1998
La stagione 1998 degli Indianapolis Colts è stata la 45ª della franchigia nella National Football League, la 15ª con sede a Indianapolis. I Colts conclusero con un record di 3 vittorie e 13 sconfitte, terminando al quinto posto della AFC East e mancando l'accesso ai playoff per il secondo anno consecutivo.
Provenienti da una stagione anch'essa da 3 vittorie e 13 sconfitte, i Colts scelsero nel Draft NFL 1998 il quarterback Peyton Manning come primo assoluto. L'arrivo di Manning segnò l'inizio di una nuova era per il Colts che li avrebbe portati alla vittoria del loro secondo Super Bowl nove anni dopo.
Questa stagione fu l'ultima di Marshall Faulk con i Colts dopo di che fu scambiato con i St. Louis Rams con cui avrebbe disputato le migliori stagioni della carriera, raggiungendo due Super Bowl nel 1999 e 2001 e venendo premiato come MVP della NFL nel 2000.

## Roster
| Roster degli Indianapolis Colts nel 1998 |
| --- |
| Quarterback - 18 Peyton Manning - 10 Doug Nussmeier - 13 Kelly Holcomb Running Back - 23 Keith Elias - 28 Marshall Faulk - 43 Scott Greene FB - 34 Craig Heyward - 44 Chris Hetherington FB - 21 Lamont Warren Wide Receiver - 80 Aaron Bailey - 88 Marvin Harrison - 86 Jerome Pathon - 15 Freddie Scott - 87 Torrance Small Tight End - 85 Ken Dilger - 81 Marcus Pollard Offensive Linemen - 78 Tarik Glenn T - 74 Waverly Jackson G - 60 Jason Johnson C - 58 Jay Leeuwenburg C - 79 Tony Mandarich T - 76 Steve McKinney G - 73 Adam Meadows T - 72 Larry Moore G - 67 Tom Myslinski G Defensive Linemen - 93 Jason Chorak DE - 98 Dan Footman DE - 62 Ellis Johnson DT - 61 Tony McCoy DT - 75 Mark Thomas DE - 96 Van Tuinei DT - 95 Bernard Whittington DE - 90 Jeff Zgonina DT Linebacker - 50 Elijah Alexander - 53 Mike Barber - 94 Steve Conley - 57 Quentin Coryatt OLB - 54 Jeff Herrod ILB - 52 Steve Morrison OLB - 56 Andre Royal Defensive Back - 47 Billy Austin S - 29 Jason Belser FS - 25 Robert Blackmon SS - 20 Jeff Burris CB - 45 Tim Hauck FS - 34 Monty Montgomery CB - 38 Tyrone Poole CB Special Team - 83 Bradford Banta LS - 17 Chris Gardocki P - 12 Mike Vanderjagt K Lista delle riserve - 53 Sammie Burroughs LB (IR) - 36 Charles Kirby RB (IR) - 41 Nakia Reddick DB (IR) - 43 Steve Rosga DB (IR) |
| Legenda - I rookie sono in corsivo. - Il primo ruolo è il principale mentre gli eventuali successivi indicano i ruoli secondari. - (IR) sta per Injured Reserve ed indica la lista ristretta per un solo giocatore infortunato che può tornare ad allenarsi dopo la settimana 6 e a rientrare in prima squadra dopo che questa ha giocato 8 partite. - (NF-Inj.) / (NF-Ill.) stanno rispettivamente per Non-Football Injured e Non-Football Illness ed indicano le liste dove viene inserito un giocatore che ha un infortunio o una malattia non dipendente dal football americano. - (PUP) sta per Physically Unable to Perform ed indica la lista dove viene inserito un giocatore mentre è in attesa di recuperare la condizione fisica. Nella stagione regolare dopo la sesta partita giocata dalla propria squadra, il giocatore ha tempo tre settimane per riprendere ad allenarsi, più tre settimane aggiuntive dal suo rientro agli allenamenti per rientrare in prima squadra. |

Fonte:

## Calendario
| Stagione regolare |                    |                         |                    |                    |                                            |                    |                    |          |
| Turno             | Data               | Avversario              | Risultato          | Ora (ET)           | Commentatori                               | Record             | Stadio             | Pubblico |
| 1                 | 6 settembre 1998   | Miami Dolphins          | S 15–24            | CBS 4:15pm         | Ian Eagle & Mark May                       | 0–1                | RCA Dome           | 60,587   |
| 2                 | 13 settembre 1998  | at New England Patriots | S 6–29             | ESPN 8:15pm        | Mike Patrick, Joe Theismann & Paul Maguire | 0–2                | Foxboro Stadium    | 60,068   |
| 3                 | 20 settembre 1998  | at New York Jets        | S 6–44             | CBS 1:00pm         | Ian Eagle & Mark May                       | 0–3                | The Meadowlands    | 66,321   |
| 4                 | 27 settembre 1998  | New Orleans Saints      | S 13–19            | FOX 1:00pm         | Ray Bentley & Ron Pitts                    | 0–4                | RCA Dome           | 48,480   |
| 5                 | 4 ottobre 1998     | San Diego Chargers      | V 17–12            | CBS 1:00pm         | Gus Johnson & Steve Tasker                 | 1–4                | RCA Dome           | 51,988   |
| 6                 | 11 ottobre 1998    | Buffalo Bills           | S 24–31            | CBS 1:00pm         | Bill Macatee & John Dockery                | 1–5                | RCA Dome           | 52,938   |
| 7                 | 18 ottobre 1998    | at San Francisco 49ers  | S 31–34            | CBS 4:05pm         | Verne Lundquist & Randy Cross              | 1–6                | 3Com Park          | 68,486   |
| 8                 | Settimana di pausa | Settimana di pausa      | Settimana di pausa | Settimana di pausa | Settimana di pausa                         | Settimana di pausa | Settimana di pausa |          |
| 9                 | 1º novembre 1998   | New England Patriots    | S 16–21            | CBS 1:00pm         | Don Criqui & Beasley Reece                 | 1–7                | RCA Dome           | 58,056   |
| 10                | 8 novembre 1998    | at Miami Dolphins       | S 14–27            | CBS 1:00pm         | Verne Lundquist & Randy Cross              | 1–8                | Pro Player Stadium | 73,400   |
| 11                | 15 dicembre 1998   | New York Jets           | V 24–23            | CBS 1:00pm         | Ian Eagle & Mark May                       | 2–8                | RCA Dome           | 55,520   |
| 12                | 22 novembre 1998   | at Buffalo Bills        | S 11–34            | CBS 1:00pm         | Gus Johnson & Steve Tasker                 | 2–9                | Rich Stadium       | 49,032   |
| 13                | 29 novembre 1998   | at Baltimore Ravens     | S 31–38            | CBS 1:00pm         | Ian Eagle & Mark May                       | 2–10               | Ravens Stadium     | 68,898   |
| 14                | 6 dicembre 1998    | at Atlanta Falcons      | S 21–28            | CBS 1:00pm         | Don Criqui & Beasley Reece                 | 2–11               | Georgia Dome       | 61,141   |
| 15                | 13 dicembre 1998   | Cincinnati Bengals      | V 39–26            | CBS 1:00pm         | Craig Bolerjack & John Dockery             | 3–11               | RCA Dome           | 55,179   |
| 16                | 20 dicembre 1998   | at Seattle Seahawks     | S 23–27            | CBS 4:05pm         | Bill Macatee & John Dockery                | 3–12               | Kingdome           | 58,703   |
| 17                | 27 dicembre 1998   | Carolina Panthers       | S 19–27            | FOX 1:00pm         | Curt Menefee & Brian Baldinger             | 3–13               | RCA Dome           | 58,182   |

## Classifiche
| AFC East                 |    |    |   |      |     |     |     |
|                          | V  | S  | P | %    | PF  | PS  | STR |
| (2) New York Jets        | 12 | 4  | 0 | .750 | 416 | 266 | V6  |
| (4) Miami Dolphins       | 10 | 6  | 0 | .625 | 321 | 265 | S1  |
| (5) Buffalo Bills        | 10 | 6  | 0 | .625 | 400 | 333 | V1  |
| (6) New England Patriots | 9  | 7  | 0 | .563 | 337 | 329 | S1  |
| Indianapolis Colts       | 3  | 13 | 0 | .188 | 310 | 444 | S2  |